# Janjari
Janjari (en serbe cyrillique : Јањари) est un village de Bosnie-Herzégovine. Il est situé dans la municipalité d'Ugljevik et dans la république serbe de Bosnie. Selon les premiers résultats du recensement bosnien de 2013, il compte 572 habitants.
Janjari forme une communauté locale avec le village d'Atmačići.

## Démographie

### Répartition de la population par nationalités (1991)
En 1991, le village comptait 651 habitants, répartis de la manière suivante :

### Communauté locale
En 1991, la communauté locale formée par les villages d'Atmačići et de Janjari comptait 1 217 habitants, dont 1 185 Musulmans-Bosniaques (97,37 %).